# Søren Juul Petersen
Søren Juul Petersen (10. oktober 1963) er en uafhængig dansk filmproducent, der har grundlagt filmselskaberne Zeitgeist Film og Zeitgeist Film International.

## Filmografi
- Skyggen (1998)
- Regel nr. 1 (2003)
- Erik of het klein insectenboek (2004) (nederlandsk/hollandsk)
- Af banen (2005)
- Remix (2008)
- Det grå guld (2013)
- Finale (2017)

## Eksterne links
- zeitgeistfilmdk-blog
- Søren Juul Petersen på Internet Movie Database (engelsk)
- Søren Juul Petersen på Filmdatabasen
- Søren Juul Petersen på danskefilm.dk
- Søren Juul Petersen på danskfilmogtv.dk
- Søren Juul Petersen på The Movie Database (engelsk)